# Vitellariopsis marginata
Vitellariopsis marginata är en tvåhjärtbladig växtart som först beskrevs av Nicholas Edward Brown, och fick sitt nu gällande namn av André Aubréville. Vitellariopsis marginata ingår i släktet Vitellariopsis och familjen Sapotaceae. Inga underarter finns listade i Catalogue of Life.